# SDS-PAGE
SDS-PAGE (forkortelse af engelsk Sodium dodecyl sulfate-polyacrylamide gel electrophoresis) er en elektroforetisk teknik anvendt indenfor biokemien til at separere proteiner efter deres mobilitet i en polyakrylamid-gel.

## Materialer
SDS-PAGE indebærer at en opløsning af proteiner tilsættes det sæbelignende stof natriumdodecylsulfat (engelsk: SDS), der denaturerer proteinerne. Det negativt ladede SDS binder sig regelmæssigt langs den udfoldede polypeptidkæde i forholdet ca. 1,4g SDS per gram protein. De mange molekyler SDS giver proteinet en stor negativ ladning, der overdøver den nettoladning proteinet i sig selv måtte have. Et reduktionsmiddel såsom dithiothreitol (DTT) eller β-mercaptoethanol kan tilsættes hvis man også ønsker at bryde de intra- eller intermolekylære disulfidbroer der måtte findes i proteinerne. Et farvestof såsom Coomassie Blue tilsættes typisk også, så man visuelt kan se hvor proteinerne befinder sig i den gennemsigtige, let hvidlige polyakrylamid-gel.
Polyakrylamidgelen dannes ud fra akrylamid ved tilsættelse af små mængder af stoffet tetramethylethylendiamin (TEMED), der krydslinker akrylamid til et tredimensionelt netværk. Akrylamid anvendes typisk i koncentrationer på 3-30%; jo større mængde akrylamid, jo tættere er gelen og jo langsommere vil proteiner kunne bevæge sig igennem gelen.

## Elektroforese
Proteinopløsning tilsættes i brønde i den ene ende af gelen, og gelen anbringes i et kar med en buffer-væske. I hver ende af karret findes en elektrode; der tilsluttes jævnstrøm med minuspolen i den ende hvor proteinerne er anbragt. Herefter trækkes de negativt ladede protein-SDS-komplekser gennem gelen af elektrostatiske kræfter. Jo større proteinet er, jo langsommere bevæger det sig, fordi gelens netværk er sværere for en større partikel at bevæge sig igennem.
Typisk tilføres en blanding af proteiner med kendte størrelser i en af brøndene, og disse kan anvendes som markør for størrelsen af de enkelte proteiner i de opløsninger man udsætter for SDS-PAGE.

## Eksterne links
Side med forklaring af princippet i SDS-PAGE (engelsk)